# Юнацька збірна Латвії з футболу (U-17)
Юнацька збірна Латвії з футболу (U-17) — національна футбольна збірна Латвії, що складається із гравців віком до 17 років. Керівництво командою здійснює Латвійська футбольна федерація. До зміни формату юнацьких чемпіонатів Європи у 2001 році функціонувала як збірна до 16 років.
Головним континентальним турніром для команди є Юнацький чемпіонат Європи з футболу (U-17), успішний виступ на якому дозволяє отримати путівку на Чемпіонат світу (U-17). Також може брати участь у товариських і регіональних змаганнях.

## Виступи на міжнародних турнірах

### Юнацький чемпіонат Європи (U-17)
| Рік    | Раунд              | І | В | Н | П | Г+ | Г- |
| ------ | ------------------ | - | - | - | - | -- | -- |
| 2002   | не кваліфікувалася | – | – | – | – | –  | –  |
| 2003   | не кваліфікувалася | – | – | – | – | –  | –  |
| 2004   | не кваліфікувалася | – | – | – | – | –  | –  |
| 2005   | не кваліфікувалася | – | – | – | – | –  | –  |
| 2006   | не кваліфікувалася | – | – | – | – | –  | –  |
| 2007   | не кваліфікувалася | – | – | – | – | –  | –  |
| 2008   | не кваліфікувалася | – | – | – | – | –  | –  |
| 2009   | не кваліфікувалася | – | – | – | – | –  | –  |
| 2010   | не кваліфікувалася | – | – | – | – | –  | –  |
| 2011   | не кваліфікувалася | – | – | – | – | –  | –  |
| 2012   | не кваліфікувалася | – | – | – | – | –  | –  |
| 2013   | не кваліфікувалася | – | – | – | – | –  | –  |
| 2014   | не кваліфікувалася | – | – | – | – | –  | –  |
| 2015   | не кваліфікувалася | – | – | – | – | –  | –  |
| 2016   | не кваліфікувалася | – | – | – | – | –  | –  |
| 2017   | не кваліфікувалася | – | – | – | – | –  | –  |
| 2018   | не визначено       | – | – | – | – | –  | –  |
| Усього | 0/17               | 0 | 0 | 0 | 0 | 0  | 0  |